# Thông Hoàng Sơn
Thông Hoàng Sơn (danh pháp hai phần: Pinus hwangshanensis) là một loài thông có nguồn gốc ở các dãy núi thuộc miền đông Trung Quốc, tại các tỉnh An Huy, Phúc Kiến, Quý Châu, Hồ Bắc, Hồ Nam, Giang Tây và Chiết Giang. Thông Hoàng Sơn được đặt tên theo dãy núi Hoàng Sơn tại tỉnh An Huy, là nơi nó lần đầu tiên được miêu tả.

## Miêu tả
Đây là cây thân gỗ thường xanh, cao tới 15–25 m, với tán lá rộng và phẳng đỉnh, bao gồm các cành nhánh dài và gần như nằm ngang. Vỏ cây dày, màu xám, có vảy bao bọc. Các lá hình kim màu lục sẫm, 2 lá tạo thành một bó, dài 5–8 cm và rộng 0,8–1 mm, màng bọc của bó bền và dài khoảng 1 cm. Các quả nón dạng hình trứng lùn mập và rộng, dài 4-6,5 cm, màu nâu-vàng, khi chín vào cuối mùa đông nở rộng tới 5–7 cm. Các hạt có cánh, dài 5–6 mm và cánh dài 1,5-2,5 cm. Thụ phấn vào giữa mùa xuân, và các nón chín sau 18-20 tháng. Nó có họ hàng gần với thông đen Nhật Bản (Pinus thunbergii), nhưng khác so với loài này ở chỗ các lá mảnh dẻ hơn, các chồi màu nâu (không trắng) và các nón rộng hơn.
Thông Hoàng Sơn thường mọc trên các vách đá cheo leo ở cao độ từ trung bình tới lớn và là thành phần thực vật chính trong các phong cảnh khác thường ở miền Đông Trung Quốc. Nhiều cây được sùng kính vì hình dạng gồ ghề lởm chởm duy nhất của chúng, và thường được vẽ trong nhiều bức tranh của hội họa Trung Hoa cổ điển.
|  |  |